# Willem Bentinck
Willem Bentinck (ur. 6 listopada 1704 roku w Whitehall w Londynie, zm. 13 października 1774 roku w Hadze) był holenderskim hrabią i politykiem, synem z drugiego małżeństwa Hansa Williama Bentincka, 1. hrabiego Portland.
Wilhelm IV Orański uczynił go swoim głównym doradcą politycznym, hołdując dawnym tradycjom współpracy obu rodów. Hrabia Willem Bentinck stworzył w latach czterdziestych prawdziwą, silną „partię” oranżystowską wspierającą centralizm w Holandii. Bentinck chciał zbudować cały aparat państwowy na wzór nowoczesnych departamentów ministerialnych Francji i Wielkiej Brytanii; z ministerstwami spraw wewnętrznych, zagranicznych, floty, handlu, obrony i finansów. Na czele państwa miałby stać stadhouder i jego rada - de facto oznaczałoby to przekształcenie Republiki Zjednoczonych Prowincji w monarchię.

## Literatura
- Hella S. Haasse: Mevrouw Bentinck of Overenigbaarheid van karakter. Een ware geschiedenis, (Amsterdam: Querido 1978 ISBN 90-214-6501-9);
- Hella S. Haasse: De groten der aarde of Bentinck tegen Bentinck. Een geschiedverhaal (Amsterdam 1981);
- Wilhelmina C. van Huffel: Willem Bentinck van Rhoon, zijn persoonlijkheid en leven (1725-1747) (Den Haag 1923);
- R.W.A.M. Cleverens: De graven van Aldenburg Bentinck en Waldeck-Limpurg (Middelburg 1983) 20-26.